# Nicola Nanni
Nicola Nanni, né le 2 mai 2000 à la Ville de Saint-Marin, est un footballeur international saint-marinais qui évolue au poste d'avant-centre au SEF Torres.

## Biographie

### Carrière en club
Formé dans le club de son pays natal, le San Marino Calcio, Nanni rejoint l'AC Cesena en Italie le 24 juillet 2016. S'illustrant en primavera avec le club de Cesena il signe finalement un contrat de 5 ans avec le club de Crotone en Serie B le 3 août 2018. Trois jours plus tard, il fait ses débuts professionnels lors d'une victoire 4-0 contre Giana Erminio en Coupe d'Italie 2018-2019,,.
Le 29 août 2019, il rejoint le SS Monopoli en prêt, afin de gagner en temps de jeu en Serie C,.
En 2019 Nanni reçoit le prix du Golden Boy (pl), qui vient récompenser le meilleur footballeur de moins de 23 ans de Saint-Marin.
Ayant glané en tout sept présences dans la troisième division professionnelle italienne, il retourne à Cesena en prêt le 23 septembre 2020,.
En parallèle de sa carrière internationale prometteuse avec Saint-Marin, il joue régulièrement avec un Cesena qui lutte alors pour les premières places en Serie C.
La saison suivante, il est à nouveau prêté en troisième division, cette fois avec la Lucchese 1905, mais dans le même groupe que son précédant club,.
Il est l'auteur d'un but et d'une passe décisive dès son premier match, une victoire 3-0 à l'extérieur contre le FC Legnago (it), en Coppa C (it), — le match étant finalement perdu par forfait, un joueur suspendu ayant joué avec les Lucquois. Il s'impose rapidement comme un atout offensif de premier choix en championnat, avec son club,.

### Carrière en sélection
Ayant déjà joué dans les équipes de jeunes saint-marinaises,, Nanni fait ses débuts en équipe nationale senior le 15 novembre 2018 lors d'un match de Ligue des nations contre la Moldavie. Il devient par la suite un titulaire indiscutable avec la Serenissima en Ligue des nations comme dans les qualifications pour l'Euro,,.
Au sein d'une sélection qui fait de loin partie des plus faibles d'Europe, Nanni s'illustre tout de même comme un des joueurs les plus en vue, marquant son premier but le 5 septembre 2021, lors d'un match des éliminatoires de la Coupe du monde contre la Pologne de Robert Lewandowski, Wojciech Szczęsny et Kamil Piątkowski,.
Le 18 novembre 2024, il inscrit sur penalty le deuxième des trois buts d'une victoire 1-3 au Rheinpark Stadion en Ligue des nations, contre le Liechtenstein. La sélection signe alors la plus large victoire de son histoire ainsi que la première victoire à l'extérieur tout en confirmant sa promotion en Ligue C de la Ligue des Nations.